# Ophelina alata
Ophelina alata är en ringmaskart som beskrevs av Elias, Bremec, Lana och Orensanz 2003. Ophelina alata ingår i släktet Ophelina och familjen Opheliidae. Inga underarter finns listade i Catalogue of Life.